# Choristoneura diversana
Choristoneura diversana es una especie de polilla del género Choristoneura, tribu Archipini, subfamilia Tortricinae. Fue descrita científicamente por Hubner.

## Distribución
Se distribuye por Europa.